# Swain Wolfe
Swain Wolfe (eigentlich Adam Michalo; * 1939 in Denver; † 14. März 2021 in Missoula, Montana) war ein US-amerikanischer Schriftsteller und Filmemacher. In den USA wurde er durch seine Dokumentarfilme bekannt. 
Wolfe wurde als Sohn des Arztes Adam Michalo und dessen Frau geboren, die in einer Klinkverwaltung arbeitete. Nachdem seine Mutter Anfang der 1950er Jahre in zweiter Ehe Sam Wolfe geheiratet hatte, nahm die Familie dessen Namen an, und Adam jr. änderte seinen Vornamen in Swain. Er wuchs in Colorado und Montana auf. Früher arbeitete er als Holzfäller und Bergarbeiter und hatte daher auch einen sehr starken Bezug zur Natur. Durch diese Jobs lernte er die Natur besser kennen und bekam auch ein Gefühl dafür, wie und was sie eigentlich ist. 
Wolfe publizierte die Dokumentarfilme The Sacred Bear, Phantom Cowboy und Energy & Morality über den amerikanischen Westen, die bei der International Public Television Conference sowie im Museum of Modern Art in New York gezeigt wurden.
1996 erschien Die Frau, die in der Erde lebt als sein erster Roman. Das Ende dieses Romans stammt aus einem Traum von Swain Wolfe. Oft wird dieser Roman auch als Nachfolger des kleinen Prinzen bezeichnet. 1998 erschien sein zweiter Roman Wenn der See den Himmel träumt. 2003 veröffentlichte er den Roman The Parrot Trainer.

## Werke
- The Woman Who Lives in the Earth. Stone Creek Press, Missoula 1993, ISBN 0-9634789-0-7. Später: Harper Collins, New York 1996, ISBN 0-06-017411-0 (Die Frau, die in der Erde lebt. Aus dem Amerikanischen von Otto Bayer. Limes, München 1996, ISBN 3-8090-2409-0).
- The Lake Dreams the Sky. Cliff Street Books, New York 1998, ISBN 0-06-017412-9 (Wenn der See den Himmel träumt. Aus dem Amerikanischen von Otto Bayer. Limes, München 1998, ISBN 3-8090-2434-1).
- The Parrot Trainer. St. Martin’s Press, New York 2003, ISBN 0-312-31091-9.
- The Boy Who Invented Skiing. St. Martin’s Press, New York 2006, ISBN 0-312-31093-5.